# AEW WrestleDream
AEW WrestleDream é um evento de luta livre profissional pay-per-view (PPV) produzido pela promoção americana All Elite Wrestling (AEW). Criado em 2023, é realizado anualmente em outubro como um show em homenagem ao fundador da New Japan Pro-Wrestling (NJPW), Antonio Inoki; a AEW e a NJPW mantêm uma parceria de trabalho desde o início de 2021. O nome do evento é uma referência a Inoki, a quem o presidente e diretor executivo da AEW, Tony Khan chamou de "o maior sonhador do wrestling".

## História
Em 1º de outubro de 2022 (30 de setembro no horário do leste), Antonio Inoki, o fundador da promoção japonesa de luta livre profissional New Japan Pro-Wrestling (NJPW), morreu. Antes de sua morte, a promoção americana All Elite Wrestling (AEW) iniciou uma parceria de trabalho com a NJPW no início de 2021. Isso resultou no evento anual co-promovido, AEW x NJPW: Forbidden Door, que foi realizado pela primeira vez em junho de 2022.
Em abril de 2023, a AEW entrou com um pedido de registro da marca "AEW WrestleDream". Durante o All In media scrum em 27 de agosto, o presidente da AEW Tony Khan anunciou oficialmente que a AEW realizaria um pay-per-view (PPV) evento intitulado WrestleDream, que seria realizado em homenagem a Inoki, que era alguém que Khan admirava na indústria do wrestling profissional. O evento estava programado para ocorrer em 1º de outubro de 2023 — o aniversário de um ano da morte de Inoki — na Climate Pledge Arena em Seattle, Washington, marcando o primeiro PPV da AEW a ser realizado no estado de Washington. O nome do evento faz referência a Inoki, que Khan chamou de "o maior sonhador do wrestling". Apesar de não ser um evento co-promovido com a NJPW, o evento contou com a participação dos lutadores da NJPW Satoshi Kojima, TMDK (Bad Dude Tito, Mikey Nicholls e Shane Haste), Katsuyori Shibata, Zack Sabre Jr., e Will Ospreay, que mais tarde assinaria com a AEW, assim como o ex-aluno de Inoki Josh Barnett.
Em 11 de abril de 2024, um segundo WrestleDream foi confirmado para ser realizado em 12 de outubro de 2024, em Tacoma, Washington, estabelecendo assim o WrestleDream como um evento anual de outubro para a AEW.

## Eventos
| 1                                                      | WrestleDream (2023) | 1 de outubro de 2023  | Seattle, Washington | Climate Pledge Arena | Christian Cage (c) vs. Darby Allin em uma luta de duas quedas pelo Campeonato TNT da AEW | [ 15 ] |
| 2                                                      | WrestleDream (2024) | 12 de outubro de 2024 | Tacoma, Washington  | Tacoma Dome          | Bryan Danielson (c) vs. Jon Moxley pelo Campeonato Mundial da AEW                        | [ 13 ] |
| 3                                                      | WrestleDream (2025) | 18 de outubro de 2025 | St. Louis, Missouri | Chaifetz Arena       | TBA                                                                                      | [ 16 ] |
| (c) – refere-se ao(s) campeão(ões) que vão para a luta |                     |                       |                     |                      |                                                                                          |        |